# Edoardo Agnelli
Edoardo Agnelli II (Verona, 2 de enero de 1892 - Génova, 14 de julio de 1935) fue un empresario italiano de la industria automotriz. Era hijo del también empresario Giovanni Agnelli, quien fue uno de los fundadores del fabricante de automóviles Fiat, empresa de la que fue vicepresidente.

## Primeros años
Nacido en Verona,  era hijo  de Giovanni Agnelli, el fundador de Fiat, y se casó con Donna Virginia Bourbon del Monte (1899–1945), una hija de los Carlo del Monte, el Príncipe de San Faustino y su esposa nacida en Kentucky, Jane Campbell.

## Familia
Agnelli tuvo siete hijos: 
- Clara (1920-2016, esposa del Príncipe Tassilo zu Fürstenberg, madre del Príncipe Egon von Fürstenberg y de la Princesa Ira von Fürstenberg)
- Gianni (1921–2003)
- Susanna (1922–2009), esposa del Conde Urbano Rattazzi
- Maria Sole Agnelli (nacida en 1925)
- Cristiana (1927), esposa del Conde Brandolino Brandolini d'Adda
- Giorgio Agnelli (1929–1965)
- Umberto (1934–2004)

El hijo mayor de Agnelli, Gianni Agnelli, se convirtió en el director de Fiat desde 1966 hasta 2003 y convirtió a la empresa en la más importante de Italia y en uno de los principales constructores de automóviles de Europa. La hija de Agnelli,Susanna Agnelli, es la primera mujer que ha sido Ministra de Asuntos Exteriores en Italia. Su nieto Andrea, hijo de Umberto, es actualmente Presidente de la Juventus F.C. Otro nieto suyo, Cristiano Rattazzi, hijo de Susanna y nacido en Argentina, reside en dicho país donde ejerce desde 1996 la presidencia de la filial argentina de Fiat.

## Deportes
Presidente del gigante italiano Juventus de 1923 a 1935, Agnelli fue uno de los hombres más importantes en la historia de la Vieja Dama, y a quien se le puede atribuir el mérito de haber transformado el equipo de Turín en el club de fútbol italiano más exitoso. 

## Muerte
Agnelli murió en un accidente de avión el 14 de julio de 1935, cuando regresó de Forte dei Marmi con el hidroavión de su padre, un Savoia-Marchetti S. 80 piloteado por Arturo Ferrarin; yendo a Génova. Los flotadores del hidroavión chocaron con un tronco de árbol errante, causando el vuelco del avión. Agnelli murió después de ser golpeado en la parte posterior de la cabeza por la hélice; Ferrarin no resultó herido.

## Árbol genealógico resumido de Edoardo Agnelli II
| Edoardo Agnelli I Aniscetta Friscetti | Giovanni Agnelli I Clara Boselli | Edoardo Agnelli II Virginia Bourbon | Umberto Agnelli Allegra Caracciolo     | Andrea Agnelli Emma Winter          | Giacomo Agnelli              |
| Edoardo Agnelli I Aniscetta Friscetti | Giovanni Agnelli I Clara Boselli | Edoardo Agnelli II Virginia Bourbon | Umberto Agnelli Allegra Caracciolo     |                                     |                              |
| Edoardo Agnelli I Aniscetta Friscetti | Giovanni Agnelli I Clara Boselli | Edoardo Agnelli II Virginia Bourbon | Umberto Agnelli Allegra Caracciolo     | Anna Agnelli                        |                              |
| Edoardo Agnelli I Aniscetta Friscetti | Giovanni Agnelli I Clara Boselli | Edoardo Agnelli II Virginia Bourbon |                                        |                                     |                              |
| Edoardo Agnelli I Aniscetta Friscetti | Giovanni Agnelli I Clara Boselli | Edoardo Agnelli II Virginia Bourbon | Giovanni Agnelli II Marella Caracciolo | Margheritta Agnelli Alain Elkann    | John Elkann Lavinia Borromeo |
| Edoardo Agnelli I Aniscetta Friscetti | Giovanni Agnelli I Clara Boselli | Edoardo Agnelli II Virginia Bourbon | Giovanni Agnelli II Marella Caracciolo |                                     |                              |
| Edoardo Agnelli I Aniscetta Friscetti | Giovanni Agnelli I Clara Boselli | Edoardo Agnelli II Virginia Bourbon | Giovanni Agnelli II Marella Caracciolo | Edoardo Agnelli III                 |                              |
| Edoardo Agnelli I Aniscetta Friscetti | Giovanni Agnelli I Clara Boselli | Edoardo Agnelli II Virginia Bourbon |                                        |                                     |                              |
| Edoardo Agnelli I Aniscetta Friscetti | Giovanni Agnelli I Clara Boselli | Edoardo Agnelli II Virginia Bourbon | Susanna Agnelli Urbano Rattazzi I      | Cristiano Rattazzi Sonia del Carril | Urbano Rattazzi II           |
| Edoardo Agnelli I Aniscetta Friscetti | Giovanni Agnelli I Clara Boselli |                                     |                                        |                                     |                              |
| Edoardo Agnelli I Aniscetta Friscetti | Giovanni Agnelli I Clara Boselli | Caterina Aniceta Agnelli Carlo Nasi |                                        |                                     |                              |